# Anatona alboguttata
Anatona alboguttata är en skalbaggsart som beskrevs av Hermann Burmeister 1842. Anatona alboguttata ingår i släktet Anatona och familjen Cetoniidae. Inga underarter finns listade i Catalogue of Life.